# The Kabuki Warriors
The Kabuki Warriors (カブキウォリアーズ, Kabuki Woriāzu) são uma dupla de luta livre profissional japonesa composta por Asuka e Kairi Sane. Elas trabalham atualmente para a WWE, onde atuam na marca Raw. Foram campeãs duas vezes do Campeonato de Duplas Femininas da WWE, sendo o seu primeiro reinado o mais longo na história do título. Como parte da equipe, Asuka foi campeã uma vez do Campeonato Feminino do Raw e venceu o Money in the Bank feminino.
A equipe foi formada inicialmente como faces em abril de 2019, com Paige como manager, antes de ambas se tornarem heels e expulsarem Paige em outubro do mesmo ano. Asuka e Sane se separaram amigavelmente em julho de 2020, quando Sane deixou a WWE para retornar ao Japão. Sane retornou em novembro de 2023 no evento Crown Jewel, e as duas se reuniram como parte do grupo Damage CTRL.

## História

### Formação e Campeãs de Duplas Femininas da WWE (2019–2020)
Após passar algumas semanas afastada para promover o filme Fighting with My Family, a ex-lutadora da WWE, Paige, fez uma aparição nos bastidores do episódio de 9 de abril de 2019 do SmackDown, onde anunciou que traria uma nova dupla para a divisão feminina do SmackDown, com o objetivo de rivalizar com The IIconics (Billie Kay e Peyton Royce) pelo Campeonato de Duplas Femininas da WWE. Uma semana depois, Paige apresentou a equipe recém-formada de Asuka e Kairi Sane, batizada de "The Kabuki Warriors". Elas estrearam como equipe ao se unirem a Bayley e Ember Moon para derrotar The IIconics e a dupla Mandy Rose e Sonya Deville. As Kabuki Warriors seguiram derrotando lutadoras locais no episódio de 30 de abril do SmackDown e a dupla Rose e Deville no episódio de 14 de maio do SmackDown, antes de começarem uma rivalidade com The IIconics pelo Campeonato de Duplas Femininas da WWE ao longo do verão. Após derrotar The IIconics em eventos ao vivo em Tóquio no dia 28 de junho, The Kabuki Warriors receberam uma chance de disputar o título contra The IIconics no episódio de 16 de julho do SmackDown, vencendo por contagem, mas as campeãs mantiveram os títulos, já que os títulos não mudam de mãos por contagem, a menos que especificado.
No episódio de 5 de agosto do Raw, The Kabuki Warriors participaram de uma luta de eliminação fatal four-way pelo Campeonato de Duplas Femininas da WWE, mas foram as últimas a serem eliminadas por Alexa Bliss e Nikki Cross. Elas desafiaram sem sucesso Bliss e Cross pelos títulos no episódio de 12 de agosto do Raw. As Kabuki Warriors receberam outra oportunidade pelo título contra Bliss e Cross no evento Hell in a Cell, onde conquistaram o Campeonato de Duplas Femininas da WWE, após Asuka usar o green mist em Cross, sinalizando sua virada para vilã. Em seguida, as Kabuki Warriors foram draftadas para o Raw no episódio de 14 de outubro. Elas consolidaram sua posição como vilãs no episódio de 28 de outubro do Raw, ao virarem contra sua manager Paige, quando Asuka cuspiu mist no rosto de Paige, encerrando assim a associação com ela.
As Kabuki Warriors mantiveram o Campeonato de Duplas Femininas da WWE contra Dakota Kai e Tegan Nox no episódio de 30 de outubro do NXT, e contra Becky Lynch e Charlotte Flair no episódio de 11 de novembro do Raw. No Survivor Series, as Kabuki Warriors representaram o Raw na luta 5-contra-5 feminina, contra o time do SmackDown e o time do NXT, que foi vencedor. Durante a luta, Asuka virou contra sua parceira Flair ao cuspir green mist nela, fazendo com que Flair fosse eliminada, o que iniciou uma rivalidade das Kabuki Warriors com Lynch e Flair. As Kabuki Warriors defenderam com sucesso o Campeonato de Duplas Femininas da WWE contra Lynch e Flair, Alexa Bliss e Nikki Cross, e Bayley e Sasha Banks em uma luta fatal four-way no Starrcade. As Kabuki Warriors continuaram sua rivalidade com Lynch e Flair, o que levou a uma defesa dos títulos contra Lynch e Flair em uma luta Tables, Ladders and Chairs no evento principal do TLC, onde as Kabuki Warriors mantiveram os títulos. Isso levou Asuka a entrar em uma rivalidade com Lynch em 2020, pelo Campeonato Feminino do Raw, mas Asuka falhou em conquistar o título em combates subsequentes no Royal Rumble e no episódio de 10 de fevereiro do Raw.
As Kabuki Warriors começaram então uma rivalidade com Alexa Bliss e Nikki Cross, o que levou a uma luta entre as duas equipes na WrestleMania 36, onde as Kabuki Warriors perderam os títulos para Bliss e Cross. Elas desafiaram sem sucesso Bliss e Cross em uma revanche pelo título no episódio de 10 de abril do SmackDown.

### Reinado de Asuka com o Campeonato Feminino doRawe dissolução (2020)
No episódio de 13 de abril de 2020 do Raw, Asuka derrotou Ruby Riott para se qualificar para a luta de escadas feminina do Money in the Bank, enquanto Kairi Sane perdeu para Nia Jax em uma luta de qualificação. Asuka venceu o combate no evento homônimo, conquistando o contrato do Money in the Bank, que lhe permitia escolher o momento e o lugar para uma futura oportunidade de título. Na noite seguinte, no Raw, Asuka foi premiada com o Campeonato Feminino do Raw por Becky Lynch, a ex-campeã, que entregou o título a Asuka devido à sua gravidez. Esse gesto levou Asuka a abraçar Lynch, o que resultou nas Kabuki Warriors se tornando faces. Como campeã do Campeonato Feminino do Raw, Asuka se tornou a segunda vencedora do Grand Slam Feminino e a terceira vencedora da Tríplice Coroa Feminina da WWE. As Kabuki Warriors então começaram uma rivalidade com Sasha Banks e Bayley, com Banks e Asuka indo a um no contest no The Horror Show at Extreme Rules, após Bayley interferir e contar o pinfall para Banks, embora Banks não tenha sido reconhecida como campeã. No episódio de 27 de julho do Raw, Sane foi brutalmente atacada por Bayley nos bastidores durante a luta pelo Campeonato Feminino do Raw entre Asuka e Sasha Banks, o que fez Asuka correr para os bastidores. Asuka foi contada e perdeu o título. Esse ataque foi feito para retirar Sane das histórias, já que ela anunciou sua saída da WWE pelo Twitter, rumo ao Japão para ficar com seu marido, o que efetivamente dissolveu as Kabuki Warriors.

### Reunião (2023–presente)
Sane retornou à WWE no evento Crown Jewel em 4 de novembro de 2023 e ajudou Iyo Sky a manter seu Campeonato Feminino da WWE. No episódio seguinte do SmackDown, Sane perdoou Bayley por suas ações em 2020 e se juntou ao Damage CTRL. Mais tarde naquela noite, durante uma luta de trios entre Asuka, Bianca Belair e Charlotte Flair contra o Damage CTRL (Bayley, Sky e Sane), Asuka virou contra suas parceiras para se reunir com Sane e Sky, e subsequentemente se juntou ao Damage CTRL na semana seguinte. O Damage CTRL enfrentou a equipe de Belair, Flair, Shotzi e Becky Lynch em uma luta WarGames no Survivor Series: WarGames, mas foi derrotado após Lynch fazer o pin em Bayley. No episódio de 15 de dezembro do SmackDown, Asuka e Sane derrotaram Michin e Zelina Vega em sua primeira luta de retorno como The Kabuki Warriors. No episódio de 26 de janeiro de 2024 do SmackDown, The Kabuki Warriors derrotaram Katana Chance e Kayden Carter para se tornarem as novas campeãs de duplas femininas da WWE. Este foi o segundo reinado das Kabuki Warriors, empatando o recorde, e o quarto reinado de Asuka como campeã, estabelecendo um novo recorde individual. The Kabuki Warriors mantiveram seus títulos contra Chance e Carter em uma revanche no episódio de 5 de fevereiro do Raw, e contra Candice LeRae e Indi Hartwell no pré-show do Elimination Chamber: Perth. No NXT Roadblock em 5 de março, as Kabuki Warriors derrotaram Tatum Paxley e a campeã feminina do NXT, Lyra Valkyria, para manter os títulos. No Backlash France em 4 de maio, as Kabuki Warriors perderam o Campeonato de Duplas Femininas da WWE para a equipe de Bianca Belair e Jade Cargill, encerrando seu segundo reinado em 99 dias. Asuka revelou mais tarde que estava sofrendo de uma lesão no joelho há meses e que havia se submetido com sucesso a uma cirurgia. No episódio de 16 de dezembro do Raw, Sane foi encontrada atacada nos bastidores, um ataque que teve como objetivo retirá-la das histórias devido a uma lesão legítima. Sane deveria participar do torneio para coroar a primeira campeã intercontinental feminina ao lado de sua colega de Damage CTRL, Dakota Kai, mas foi substituída por Sky. O Damage CTRL foi silenciosamente dissolvido em maio de 2025.
Sane retornou de lesão no episódio de 19 de maio do Raw, onde participou de uma luta triple threat para se qualificar para a luta de escadas feminina do Money in the Bank, que foi vencida por Rhea Ripley. Asuka retornou de lesão no episódio de 16 de junho do Raw, onde venceu uma luta fatal four-way na primeira rodada do torneio Queen of the Ring. No episódio de 7 de julho do Raw, as Kabuki Warriors se reuniram após Asuka vir em defesa de Sane durante um ataque de Raquel Rodriguez e Roxanne Perez. As Kabuki Warriors foram então programadas para lutar pelo Campeonato de Duplas Femininas da WWE, detido por Rodriguez e Perez, em uma luta fatal four-way de duplas no evento Evolution.

## Títulos e prêmios
- Pro Wrestling Illustrated
  - PWI as colocou na #9ª posição entre as 50 melhores duplas no PWI Tag Team 50 em 2020[44]
- WWE
  - Campeonato Feminino do Raw da WWE (1 vez) – Asuka[45]
  - Campeonato de Duplas Femininas da WWE (2 vezes)[46]
  - Money in the Bank Feminino (2020) – Asuka
  - Terceira Campeã da Tríplice Coroa Feminina da WWE – Asuka
  - Segunda Campeã Grand Slam da WWE – Asuka
  - WWE Year-End Award
    - Dupla Feminina do Ano (2019)[47]